# Avatha thursdayensis
Avatha thursdayensis là một loài bướm đêm trong họ Erebidae.